# Comuna Kirove, Berîslav
Kirove (în ucraineană Кірове) este o comună în raionul Berîslav, regiunea Herson, Ucraina, formată din satele Ceaikîne, Inhulivka, Kirove (reședința), Kuibîșeve și Vitrove.

## Demografie
Componența lingvistică a comunei Kirove
     Ucraineană (92,79%)
     Rusă (6,08%)
     Alte limbi (0,98%)
Conform recensământului din 2001, majoritatea populației comunei Kirove era vorbitoare de ucraineană (92,79%), existând în minoritate și vorbitori de rusă (6,08%).